# 中央军事委员会联合参谋部情报局
中央军事委员会联合参谋部情报局，位于北京市，是中央军事委员会联合参谋部下属局，负责该部军事情报工作。

## 沿革
1931年，中华苏维埃共和国中央革命军事委员会在总司令部设立二局，负责情报工作，在参谋处下设谍报科，科长是曾希圣。
1941年9月至1942年11月，中国共产党中央革命军事委员会情报部二局被划到中共中央社会部下；1942年11月复归为中国共产党中央革命军事委员会情报部。第二次国共内战时期，二局属于军委总参谋部作战部序列。
中华人民共和国成立后，1949年12月10日中共中央社会部分解为三个部分：中央人民政府公安部、中央人民政府情报总署，剩下的部分被并入中央人民政府人民革命军事委员会情报部（军委情报部）。1950年12月10日，中央人民政府人民革命军事委员会情报部改组为中央人民政府人民革命军事委员会总情报部（军委总情报部）。
1953年2月-3月，中央人民政府人民革命军事委员会总情报部撤销，其下属的各部门划归中国人民解放军总参谋部建制。其中的总情报部情报部成了中国人民解放军总参谋部情报部（简称总参情报部，又称中国人民解放军总参谋部第二部，简称总参二部）。
文化大革命时期，中国人民解放军总参谋部情报部奉命对中共中央调查部实行军事管治；1973年，中共中央调查部分出。
文革后至2016年改革前，中国人民解放军总参谋部情报部与中华人民共和国国家安全部、中國人民解放軍總參謀部技術偵察部、中国人民解放军总政治部联络部、公安部国内安全保卫局等共同构成了中华人民共和国的情报网络。总参谋部情报部下设：政治部、综合局、第一局、第二局、第三局、第四局、第五局、第六局、第七局、武官局（领导、管理驻外使馆的武官工作）、航天侦察局、技术局、资料局、维和局、计算机所、汽车队等。
2016年1月，在深化国防和军队改革中，中国人民解放军总参谋部情报部撤销，成立中央军事委员会联合参谋部情报局。

## 历任领导
| 中共中央情报部部长 1. 康生（1941年9月—1946年10月，兼任） 2. 李克农（1948年5月—1949年7月，代理；1949年7月—1950年12月） | 中共中央情报部副部长 - 王稼祥（1941年9月任命，未到职） - 叶剑英（1941年9月—1943年） - 李克农（1941年9月—1948年5月） |

| 中央人民政府人民革命军事委员会总情报部部长 1. 李克农（1950年12月—1953年2月） | 中央人民政府人民革命军事委员会总情报部副部长 - 戴镜元（1950年12月—1953年2月） |

| 中央人民政府人民革命军事委员会总情报部情报部部长 1. 刘志坚（1950年12月—1952年9月） 2. 阎揆要（1952年9月—1953年2月） 中央人民政府人民革命军事委员会总参谋部情报部部长 1. 阎揆要（1953年2月—1954年10月） |

| 中国人民解放军总参谋部情报部部长 1. 刘少文 中将（1954年10月—1967年9月） 2. 张 挺 少将（1967年9月—1975年4月） 3. 伍修权（1975年4月—1978年1月，副总参谋长兼） 4. 刘光甫（1978年1月—1982年1月） 5. 张中如（1982年1月—1985年3月） 6. 曹欣（1985年3月—1988年8月12日） 7. 熊光楷 少将（1988年8月12日—1992年11月） 8. 罗宇栋少将（1992年11月—1995年12月） 9. 姬胜德 少将（1995年12月—1999年8月） 10. 陈开曾 少将（1999年8月—2001年7月） 11. 罗宇栋 少将（2001年7月—2003年12月） 12. 黃柏富 少将（2003年12月—2006年1月） 13. 陈小工 少将（2006年1月—2007年6月） 14. 杨 晖 少将（2007年9月—2011年6月） 15. 陈友谊 少将（2011年12月—2016年） | 中国人民解放军总参谋部情报部政治委员 1. 杨银声（1970年7月—1977年12月） 2. 孔原（1975年4月—1980年3月） 3. 张中如（1979年1月—1982年1月） 4. ？（1982年—1987年） 5. 武尽法 少将（1987年11月—1990年） 6. 王奎章 少将（1990年—？） 7. 王宇 少将（1996年12月—1999年6月） 8. 吴炳兴 少将（1999年6月—2004年12月） 9. 李学文 少将（2004年12月—2007年12月） 10. 尹心愿 少将（2007年12月—2012年3月） 11. 姚立云 少将（2012年3月—2014年7月） 12. 何平 少将（2014年7月—2016年） |

| 中央军委联合参谋部情报局局长 1. 陈光军 少将（2016年—2017年7月） | 中央军委联合参谋部情报局副局长 - 王秀峰 少将（2016年—） |

## 国防部维和事务办公室
2001年12月，国防部维和事务办公室正式成立，负责国际维和事务，具体工作由总参谋部情报部承担。
国防部维和事务办公室主任
1. 施正柏 少将（2006年—2010年，总参谋部情报部副部长兼）[20]
2. 陈友谊 少将（2010年—2012年，总参谋部情报部副部长兼）
3. 李天天 少将（2012年—2013年，总参谋部情报部副部长兼）[21][22]
4. 郭　庆 少将（2013年—2016年，总参谋部情报部副部长兼）[23]
5. 苏广辉 少将（2016年—2016年，代理）[24]
6. 罗　为 少将（2016年—）[25]

## 海外报道
2018年，中央军委联合参谋部情报局通过智库的名义招募了效力于北大西洋公约组织科研机构的爱沙尼亚科学家塔莫·库特斯及另一位爱沙尼亚人。情报局通过2万美元的金钱报酬、到亚洲国家免费旅游、豪华住处、米其林餐厅的食品换取情报。当时，库特斯的工作内容有限，并未泄露军事情报。库特斯于2019年9月被捕，2021年3月被判处3年徒刑。